# Panh
Panh (italià Pagno, piemontès Pagn) és un municipi italià, situat a la regió del Piemont. L'any 2007 tenia 579 habitants. Està situat a la Vall del Po, dins de les Valls Occitanes. Limita amb els municipis de Brondèl, Castelar, Manta, Piasco, Revèl, Saluzzo, Venasca i Verzuolo

## Administració
| Període | Identitat          | Partit        |
| ------- | ------------------ | ------------- |
| 2004-   | Gabriele Donalisio | Llista cívica |